# Antonio Rubió y Lluch
Antonio Rubió y Lluch (Valladolid, 1856-Barcelona, 1937) fue un helenista, historiador, medievalista y escritor español en catalán y castellano. Era hijo de Joaquim Rubió y Ors, y fue padre de Jordi Rubió i Balaguer.

## Biografía
Catedrático de filosofía y letras en la Universidad de Barcelona. Amigo de Marcelino Menéndez Pelayo y compañero suyo de carrera, se le suele comparar con él como representante de la erudición del Positivismo en el campo de la cultura catalana. Tuvo entre sus discípulos a Ángel Valbuena Prat. Hizo estudios sobre los catalanes en Grecia (L'expedició catalana al'orient vista pels grecs) y Ramon Llull. Demostró que los orígenes de la lengua catalana se remontaban mínimo al 1326. Editó unos Documents per a l’Historia de la cultura Catalana Mitgeval o Documentos para la historia de la cultura catalana medieval (1908). Académico de la Real Academia Española en 1930.

## Obras
- El renacimiento clásico en la literatura catalana: discurso leído en su solemne recepción en la Real Academia de Buenas Letras de Barcelona, el 17 de junio de 1889, Barcelona, 1889 (Imp. de Jaime Jepús Roviralta).
- Los navarros en Grecia y el ducado catalán de Atenas en la época de su invasión. Monografía leída en la Real Academia de Buenas Letras de Barcelona Barcelona, 1886 (Imprenta de Jaime Jepús)
- La espedición y dominación de los catalanes en Oriente juzgadas por los griegos: monografía leída... Real Academia de Buenas Letras de Barcelona en los días 12 y 26 de febrero y 12 de marzo de 1883 Barcelona, 1883 (Imp. de Jaime Jepus)
- El sentimiento del honor en el teatro de Calderón : monografía premiada por la Real Academia de Buenas Letras de Barcelona; precedida de un prólogo de Marcelino Menéndez Pelayo, Barcelona, 1882 (Imprenta de la Viuda é Hijos de J. Subirana)
- Narraciones populares catalanas recogidas por Sebastián Farnés; traducidas libremente por A.R. LL. Barcelona: Durán y Cª, 1893.
- Los catalanes en Grecia: últimos años de su dominación, cuadros históricos Madrid: Voluntad, 1927
- Estudio crítico-bibliográfico sobre Anacreonte y la colección anacreóntica, y su influencia en la literatura antigua y moderna: tesis doctoral leída el 9 de noviembre de 1878 en la Facultad de Filosofía y Letras de la Universidad de Madrid Barcelona, 1879 (Imprenta de la Viuda é Hijos de J. Subirana)
- Discursos leídos ante la Real Academia Española en la recepción pública de Antonio Rubió y Lluch el 23 de marzo de 1930 Barcelona, 1930 (Ángel Ortega)
- Discurso inaugural leído en la solemne apertura del curso académico de 1901 á 1902 ante el Claustro de la Universidad de Barcelona Barcelona: imprenta y librería de Montserrat, 1901
- Don Guillermo Ramón de Moncada: bosquejo histórico Barcelona, 1886 (imprenta y litografía de los Sucesores de N. Ramírez y Cª)
- Catalunya a Grecia Estudis historics i literaris Barcelona: Biblioteca Popular de L'Avenç, 1906
- Discurso en elogio del Dr. D. Marcelino Menéndez y Pelayo por Antonio Rubió y Lluch leído en la solemne sesión pública que la Universidad de Barcelona dedicó a honrar la memoria de aquel... el 18 de mayo de 1913 Barcelona: Tipografía Hijos de Domingo Casanovas, 1913
- Manuel Milà i Fontanals: Notes biogràfiques i crítiques Barcelona: Edició de l'Associació protectora de l'ensenyança catalana, 1918 (Durán, impressor-llibreter)
- Estudios Hispano-Americanos: Colección de artículos publicados desde 1889 a 1922 Bilbao: Edit. Eléxpuru Hermanos, 1923
- Sumario de la Historia de la Literatura Española Barcelona: Imprenta de la Casa Provincial de Caridad, 1901
- Discurso en conmemoración del Tercer Centenario de la publicación del "Quijote" : que para la solemne sesión que celebró la Universidad de Barcelona el 9 de mayo de 1905 escribió... el Dr. D. Antonio Rubió y Lluch Barcelona, 1905 (Tipografía "La Académica" de Serra Hermanos y Russell)
- La Acrópolis de Atenas en la época catalana, Barcelona, 1908 (Imprenta Barcelonesa)
- Edición de Curial y Guelfa: Novela catalana del quinzen segle / publicada á despeses y per encarrech de la "Real Academia de Buenas Letras"
- Traducción de Novelas griegas por Demetrio Bikelas, Jorge Drosinis, Argyros Eftaliotis... et al. Barcelona: Durán y Ca., 1893
- Juan Cortada, Pedro F. Monclau, Balmes, Fernando Patxot, José de Manjarrés. Cuadros biográficos trazados por Antonio Rubió y Lluch y Julián Vidal de Valenciano y Bastinos